# Soultzeren
Soultzeren je francouzská obec v departementu Haut-Rhin v regionu Grand Est. V roce 2014 zde žilo 1 137 obyvatel.

## Poloha obce
Obec leží u hranic departementu Haut-Rhin s departementem Vosges.
Sousední obce jsou: Hohrod, Orbey, Plainfaing (Vosges), Stosswihr a Le Valtin (Vosges).

## Vývoj počtu obyvatel
Počet obyvatel